# Dunleith Township
Die Dunleith Township ist eine von 23 Townships im Jo Daviess County im äußersten Nordwesten des US-amerikanischen Bundesstaates Illinois.

## Geografie
Die Dunleith Township liegt im äußersten Nordwesten von Illinois an der Schnittstelle der drei Bundesstaaten Illinois, Wisconsin und Iowa. Die Dunleith Township liegt am östlichen Ufer des Mississippi gegenüber der Stadt Dubuque in Iowa.
Die Dunleith Township liegt auf 42°28′42″ nördlicher Breite und 90°36′48″ westlicher Länge und erstreckt sich über 30,02 km², die sich auf 24,08 km² Land- und 5,94 km² Wasserfläche verteilen.
Die Dunleith Township liegt im äußersten Nordwesten des Jo Daviess County und grenzt an folgende Nachbartownships und -towns:
|                                        | Town of Jamestown (Grant County, Wisconsin) |                    |
| City of Dubuque (Dubuque County, Iowa) | Kompassrose, die auf Nachbargemeinden zeigt | Menominee Township |
|                                        | Mosalem Township (Dubuque County, Iowa)     |                    |

## Verkehr

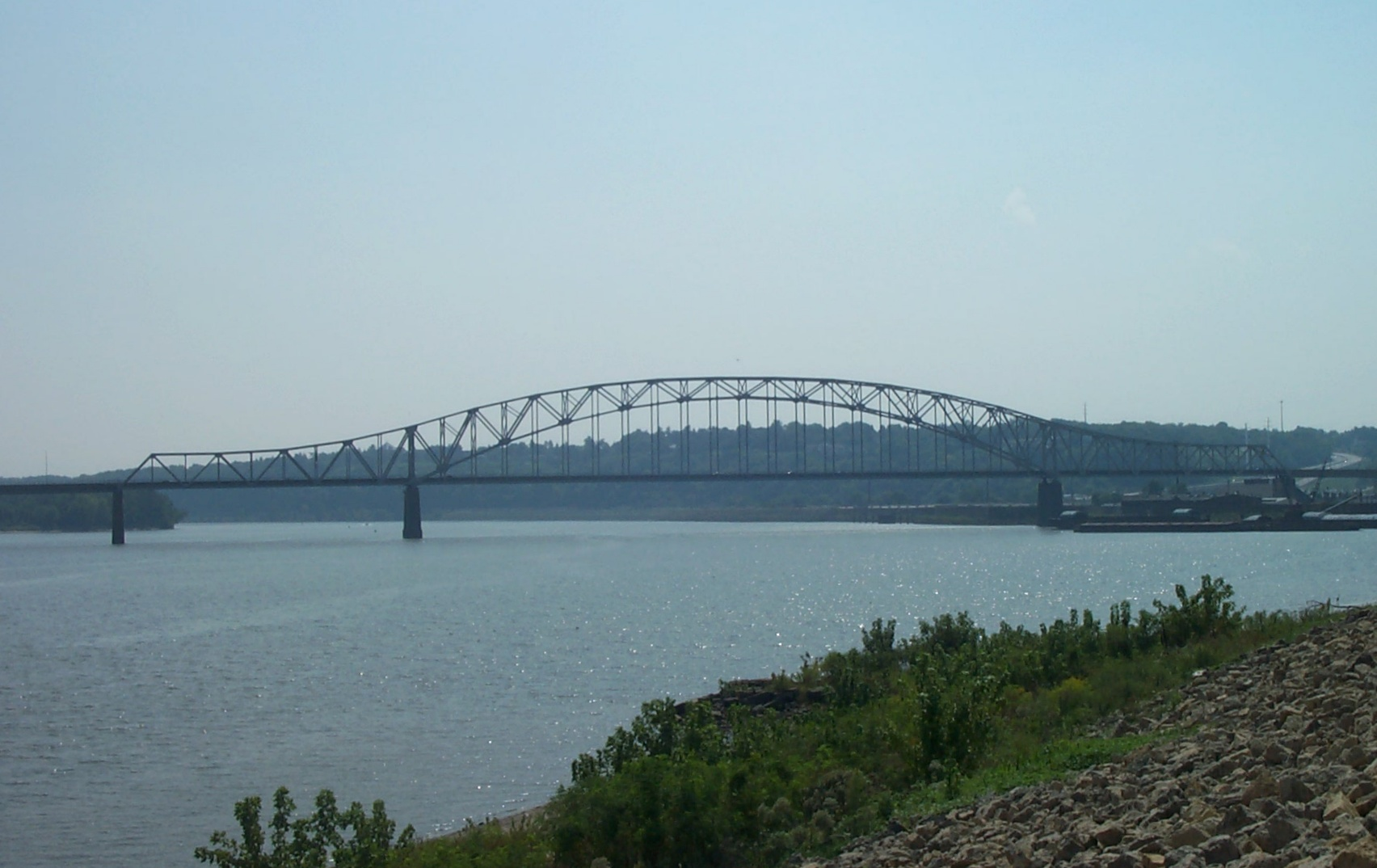
Die Julien Dubuque Bridge zwischen Dubuque, IA und East Dubuque, IL, seit 1999 im NRHP gelistet

Durch die Dunleith Township verläuft der den Illinois-Abschnitt der Great River Road bildende U.S. Highway 20, der hier auf die Illinois State Route 35 trifft. Die Julien Dubuque Bridge überquert den Mississippi nach Iowa.
Entlang des Mississippi führt eine Bahnlinie, die von mehreren Betreibergesellschaften gleichzeitig genutzt wird.

Der nächste Flugplatz ist der rund 20 km südwestlich in Iowa gelegene Dubuque Regional Airport.

## Bevölkerung
Bei der Volkszählung im Jahr 2010 hatte die Township 3820 Einwohner.
Innerhalb der Dunleith Township lebt etwa die Hälfte der Bevölkerung in einzelnen Häusern auf gemeindefreiem Grund. Die andere Hälfte lebt in East Dubuque, der einzigen selbstständigen Gemeinde (mit dem Status "City").